# 少年 (GENERATIONS from EXILE TRIBEの曲)
「少年」（しょうねん）は、GENERATIONS from EXILE TRIBEの通算17枚目のシングルである。2018年10月31日にrhythm zoneから発売された。

## 概要
- 前作「F.L.Y. BOYS F.L.Y. GIRLS」から約4ヶ月ぶりのリリース。「CD+DVD」と「CD」の2形態での発売となる。
- シングルとしては約2年ぶりとなるバラード曲。

## メディアでの使用
- 「少年」は、TBS系『ひるおび!』2018年11月度エンディングテーマ。

## 収録曲

### CD
1. 少年 [4:10]
作詞：小竹正人、作曲：Didrik Thott・Octobar
2. 回転 [4:46]
作詞：石井裕也、作曲：春川仁志・Safari Natsukawa
3. 少年 (Instrumental)
4. 回転 (Instrumental)
5. 少年 (English Version)
作詞：小竹正人、英語詞：和田昌哉、作曲：Didrik Thott・Octobar

### DVD
1. 少年 (Music Video)